# Komposition
Komposition kan både betyde et musikværk og planen et kunstneriske værker er bygget op efter. Ordet benyttes i forbindelse med beskrivelse af hvordan elementerne i et kunstværk er sammenstillet til en æstetisk helhed blandt andet i beskrivelse af litteratur, kompositionsmusik, billedkunst, arkitektur og ballet.